# Zitterlinge
Die Zitterlinge (Tremella) sind eine Pilzgattung aus der Familie der Zitterlingsverwandten.
Die Typusart ist der Goldgelbe Zitterling (Tremella mesenterica).

## Merkmale

### Makroskopische Merkmale
Der Fruchtkörper ist gallertig bis knorpelig und in trockenem Zustand hornartig, bei Feuchtigkeitszufuhr wieder auflebend, lappig oder mit gehirnartigen Windungen und Falten, selten auch in Form von Polstern und ohne papillenartige Warzen (Unterscheidungsmerkmal gegenüber der Gattung Exidia). Das Hymenium überzieht den ganzen Fruchtkörper.

### Mikroskopische Merkmale
Mikroskopisch ist die Gattung durch eine monomitische Hyphenstruktur mit zylindrischen, farblosen (hyalinen) Hyphen gekennzeichnet, deren Septen meist Schnallen besitzen. Die Basidien sind kugelig bis ellipsoid und schräg bis senkrecht septiert, sie können 2- oder 4-zellig sein. Die dünnwandigen Sporen sind kugelig bis breitellipsoid, können aber auch wurst- oder bohnenförmig (allantoid) geformt sein, sie sind glatt, farblos (hyalin) und mit Jodreagenzien nicht anfärbbar (inamyloid). Bei vielen Zitterlings-Arten werden im jugendlichen Hymenium vor der Bildung von reifen Basidien Konidien gebildet.

## Ökologie
Zitterlinge sind Mykoparasiten und leben auf den Fruchtkörpern und/oder an den Myzelien holzbewohnender Pilze, darunter beispielsweise Kohlenbeeren und Zystidenrindenpilze. Sie zapfen über Haustorien die Pilzfäden ihrer Wirte an.

## Arten
Die weltweit verbreitete Gattung umfasst ca. 80 (nach Dörfelt etwa 120) Arten. Für Europa werden rund 60 Arten angegeben beziehungsweise erwartet. Wie bei vielen Pilzgattungen sind Abtrennung und Benennung der Arten umstritten.
| \| Deutscher Name \| Wissenschaftlicher Name \| Autorenzitat \| Wirt \| \| --------------------------- \| ----------------------------------------------- \| ------------------------------------------- \| ------------------------------------------------ \| \| \| Tremella australiensis \| Lloyd 1913 \| \| \| \| Tremella brasiliensis \| (Möller 1895) Lloyd 1922 \| \| \| \| Tremella callunicola \| P. Roberts 2001 \| \| \| \| Tremella caloceraticola \| Hauerslev 1999 \| \| \| \| Tremella caloplacae \| (Zahlbruckner 1906) Diederich 2003 \| \| \| \| Tremella candelariellae \| Diederich & Etayo 1996 \| \| \| \| Tremella candida \| Persoon 1801 \| \| \| \| Tremella cetrariicola \| Diederich & Coppins 1996 \| \| \| \| Tremella cerebriformis \| C.-J. Chen 1998 \| \| \| \| Tremella christiansenii \| Diederich 1996 \| \| \| \| Tremella cladoniae \| Diederich & M.S. Christiansen 1996 \| \| \| \| Tremella coalescens \| Olive 1951 \| \| \| \| Tremella colpomaticola \| Hauerslev 1999 \| \| \| \| Tremella coppinsii \| Diederich & G. Marson 1988 \| \| \| \| Tremella coriaria \| Bresadola 1907 \| \| \| \| Tremella diploschistina \| Millanes, M. Westb., Wedin & Diederich 2012 \| Krugflechten (Diploschistes)[5] \| \| \| Tremella discicola \| Vande Put 2004 \| \| \| Besenginster-Zitterling \| Tremella exigua \| Desmazières 1847 \| Diaporthe[2] (siehe Diaporthaceae) \| \| \| Tremella fuscosuccinea \| C.-J. Chen 1998 \| \| \| \| Tremella globospora \| Reid 1970 \| \| \| \| Tremella griseobrunnea \| C.-J. Chen 1998 \| \| \| Silberohr \| Tremella fuciformis \| Berkeley 1856 \| Kohlenbeeren (Hypoxylon spec.)[1][2] \| \| \| Tremella giraffa \| C.- J. Chen 1998 \| \| \| Buckeliger Zitterling \| Tremella globispora \| D.A. Reid 1970 \| Diaporthe spec.[2] (siehe Diaporthaceae) \| \| \| Tremella globulus \| Brefeld 1888 \| \| \| \| Tremella hymenophaga \| M. Dueñas 2001 \| \| \| \| Tremella hypocenomycis \| Diederich 1996 \| \| \| \| Tremella hypogymniae \| Diederich & M.S. Christiansen 1996 \| \| \| \| Tremella indecorata \| Sommerfelt 1826 \| \| \| \| Tremella intumescens \| Smith 1808 : Fries 1822 \| \| \| \| Tremella invasa \| (Hauerslev 1993) Hauerslev 1996 \| \| \| Wacholder-Zitterling \| Tremella karstenii \| Hauerslev 1999 \| Wacholder-Schildbecherling (Colpoma juniperi)[6] \| \| \| Tremella lichenicola \| Diederich 1986 \| \| \| \| Tremella lobariacearum \| Diederich & M.S. Christiansen 1996 \| \| \| \| Tremella macroceratis \| Diederich & Hafellner 1996 \| \| \| Goldgelber Zitterling \| Tremella mesenterica \| Retzius 1769 ex Persoon 1801 : Fries 1822 \| Zystidenrindenpilze (Peniophora spec.)[7] \| \| Kristall-Zitterling \| Tremella mesenterica f. crystallina \| Ew. Gerhardt 1997 \| \| \| Maulbeerförmiger Zitterling \| Tremella moriformis \| Smith & Sowerby 1812 ex Berkeley 1870 \| Diaporthe[2] (siehe Diaporthaceae) \| \| \| Tremella nashii \| Diederich 2007 \| \| \| \| Tremella normandinae \| Diederich 1996 \| \| \| \| Tremella obscura \| (L.S. Olive 1946) M.P. Christiansen 1954 \| \| \| \| Tremella penetrans \| (Hauerslev 1979) Jülich 1983 \| \| \| \| Tremella pertusariae \| Diederich 1996 \| \| \| \| Tremella phaeographidis \| Diederich et al. 1996 \| \| \| \| Tremella phaeophysciae \| Diederich & M.S. Christiansen 1996 \| \| \| \| Tremella protoparmeliae \| Diederich & Coppins 1996 \| \| \| \| Tremella pyrenophila \| Traverso & Migliardi 1914 \| \| \| \| Tremella ramalinae \| Diederich 1996 \| \| \| \| Tremella resupinata \| C.- J. Chen 1998 \| \| \| \| Tremella rinodinae \| Diederich & M.S. Christiansen 1996 \| \| \| \| Tremella rosea \| Höhnel 1903 \| \| \| \| Tremella sarniensis beschrieben als "sarnensis" \| P. Roberts 2001 \| \| \| \| Tremella samoensis \| Lloyd 1919 \| \| \| \| Tremella silvae-dravedae \| Hauerslev 1999 \| \| \| \| Tremella spicata \| Bourdot & Galzin 1924 \| \| \| \| Tremella spicifera \| Van Ryckegem et al. 2001 \| \| \| \| Tremella taiwanensis \| C.-J. Chen 1998 \| \| \| \| Tremella telleriae \| M. Dueñas 2001 \| \| \| \| Tremella tropica \| C.-J. Chen 1998 \| \| \| \| Tremella tuckerae \| Diederich 2007 \| \| \| \| Tremella versicolor \| Berkeley & Broome 1854 \| \| \| \| Tremella vasifera \| C.-J. Chen 1998 \| \| \| Grünlicher Zitterling \| Tremella virescens \| Schumacher 1803 \| \| \| \| Tremella wirthii \| Diederich 1996 \| \| |                                                 |                                             |                                               |
| Deutscher Name | Wissenschaftlicher Name                         | Autorenzitat                                | Wirt                                          |
| | Tremella australiensis                          | Lloyd 1913                                  |                                               |
| | Tremella brasiliensis                           | (Möller 1895) Lloyd 1922                    |                                               |
| | Tremella callunicola                            | P. Roberts 2001                             |                                               |
| | Tremella caloceraticola                         | Hauerslev 1999                              |                                               |
| | Tremella caloplacae                             | (Zahlbruckner 1906) Diederich 2003          |                                               |
| | Tremella candelariellae                         | Diederich & Etayo 1996                      |                                               |
| | Tremella candida                                | Persoon 1801                                |                                               |
| | Tremella cetrariicola                           | Diederich & Coppins 1996                    |                                               |
| | Tremella cerebriformis                          | C.-J. Chen 1998                             |                                               |
| | Tremella christiansenii                         | Diederich 1996                              |                                               |
| | Tremella cladoniae                              | Diederich & M.S. Christiansen 1996          |                                               |
| | Tremella coalescens                             | Olive 1951                                  |                                               |
| | Tremella colpomaticola                          | Hauerslev 1999                              |                                               |
| | Tremella coppinsii                              | Diederich & G. Marson 1988                  |                                               |
| | Tremella coriaria                               | Bresadola 1907                              |                                               |
| | Tremella diploschistina                         | Millanes, M. Westb., Wedin & Diederich 2012 | Krugflechten (Diploschistes)                  |
| | Tremella discicola                              | Vande Put 2004                              |                                               |
| Besenginster-Zitterling | Tremella exigua                                 | Desmazières 1847                            | Diaporthe (siehe Diaporthaceae)               |
| | Tremella fuscosuccinea                          | C.-J. Chen 1998                             |                                               |
| | Tremella globospora                             | Reid 1970                                   |                                               |
| | Tremella griseobrunnea                          | C.-J. Chen 1998                             |                                               |
| Silberohr | Tremella fuciformis                             | Berkeley 1856                               | Kohlenbeeren (Hypoxylon spec.)                |
| | Tremella giraffa                                | C.- J. Chen 1998                            |                                               |
| Buckeliger Zitterling | Tremella globispora                             | D.A. Reid 1970                              | Diaporthe spec. (siehe Diaporthaceae)         |
| | Tremella globulus                               | Brefeld 1888                                |                                               |
| | Tremella hymenophaga                            | M. Dueñas 2001                              |                                               |
| | Tremella hypocenomycis                          | Diederich 1996                              |                                               |
| | Tremella hypogymniae                            | Diederich & M.S. Christiansen 1996          |                                               |
| | Tremella indecorata                             | Sommerfelt 1826                             |                                               |
| | Tremella intumescens                            | Smith 1808 : Fries 1822                     |                                               |
| | Tremella invasa                                 | (Hauerslev 1993) Hauerslev 1996             |                                               |
| Wacholder-Zitterling | Tremella karstenii                              | Hauerslev 1999                              | Wacholder-Schildbecherling (Colpoma juniperi) |
| | Tremella lichenicola                            | Diederich 1986                              |                                               |
| | Tremella lobariacearum                          | Diederich & M.S. Christiansen 1996          |                                               |
| | Tremella macroceratis                           | Diederich & Hafellner 1996                  |                                               |
| Goldgelber Zitterling | Tremella mesenterica                            | Retzius 1769 ex Persoon 1801 : Fries 1822   | Zystidenrindenpilze (Peniophora spec.)        |
| Kristall-Zitterling | Tremella mesenterica f. crystallina             | Ew. Gerhardt 1997                           |                                               |
| Maulbeerförmiger Zitterling | Tremella moriformis                             | Smith & Sowerby 1812 ex Berkeley 1870       | Diaporthe (siehe Diaporthaceae)               |
| | Tremella nashii                                 | Diederich 2007                              |                                               |
| | Tremella normandinae                            | Diederich 1996                              |                                               |
| | Tremella obscura                                | (L.S. Olive 1946) M.P. Christiansen 1954    |                                               |
| | Tremella penetrans                              | (Hauerslev 1979) Jülich 1983                |                                               |
| | Tremella pertusariae                            | Diederich 1996                              |                                               |
| | Tremella phaeographidis                         | Diederich et al. 1996                       |                                               |
| | Tremella phaeophysciae                          | Diederich & M.S. Christiansen 1996          |                                               |
| | Tremella protoparmeliae                         | Diederich & Coppins 1996                    |                                               |
| | Tremella pyrenophila                            | Traverso & Migliardi 1914                   |                                               |
| | Tremella ramalinae                              | Diederich 1996                              |                                               |
| | Tremella resupinata                             | C.- J. Chen 1998                            |                                               |
| | Tremella rinodinae                              | Diederich & M.S. Christiansen 1996          |                                               |
| | Tremella rosea                                  | Höhnel 1903                                 |                                               |
| | Tremella sarniensis beschrieben als "sarnensis" | P. Roberts 2001                             |                                               |
| | Tremella samoensis                              | Lloyd 1919                                  |                                               |
| | Tremella silvae-dravedae                        | Hauerslev 1999                              |                                               |
| | Tremella spicata                                | Bourdot & Galzin 1924                       |                                               |
| | Tremella spicifera                              | Van Ryckegem et al. 2001                    |                                               |
| | Tremella taiwanensis                            | C.-J. Chen 1998                             |                                               |
| | Tremella telleriae                              | M. Dueñas 2001                              |                                               |
| | Tremella tropica                                | C.-J. Chen 1998                             |                                               |
| | Tremella tuckerae                               | Diederich 2007                              |                                               |
| | Tremella versicolor                             | Berkeley & Broome 1854                      |                                               |
| | Tremella vasifera                               | C.-J. Chen 1998                             |                                               |
| Grünlicher Zitterling | Tremella virescens                              | Schumacher 1803                             |                                               |
| | Tremella wirthii                                | Diederich 1996                              |                                               |

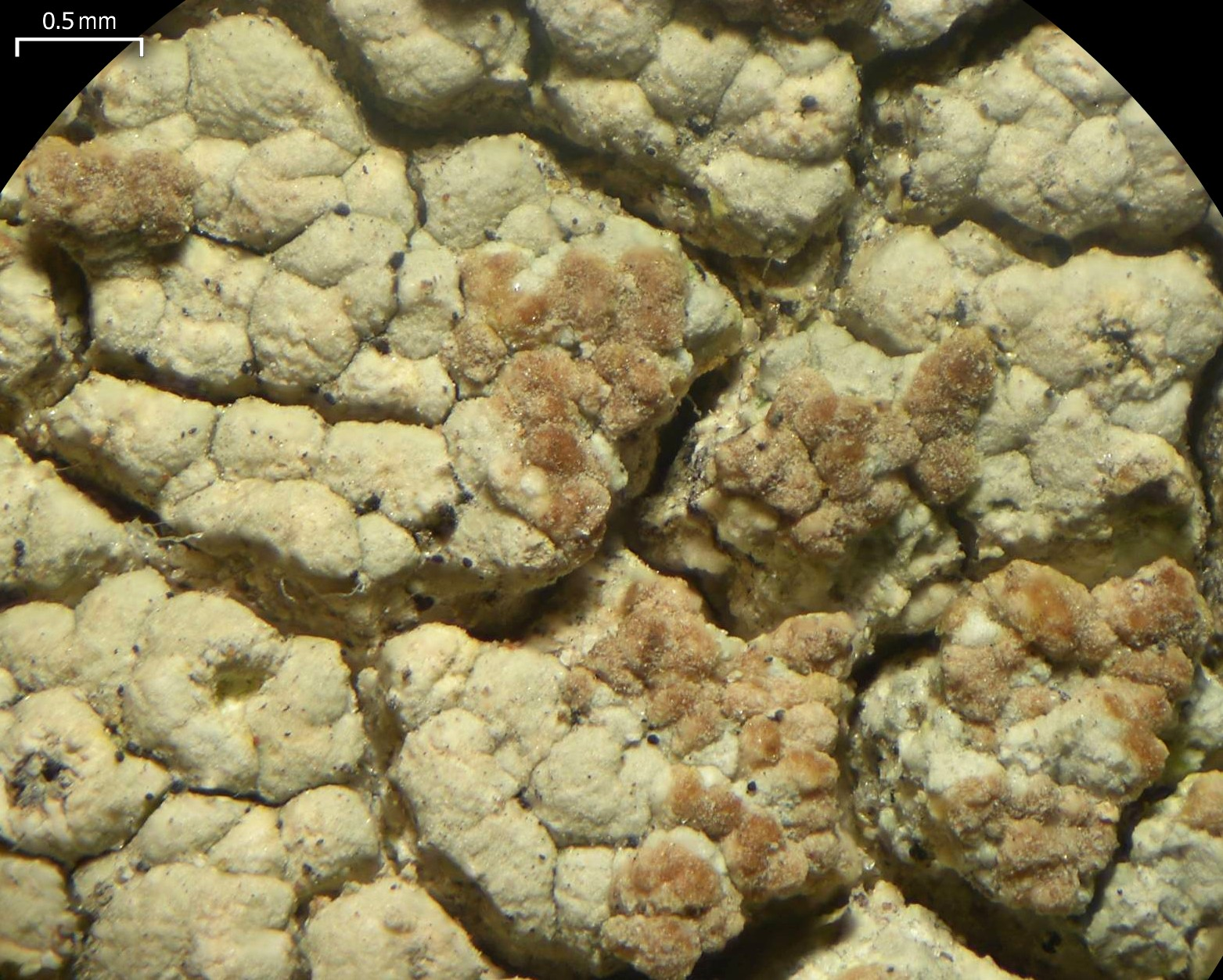
T. diploschistina auf Rauer Krugflechte[8] (Diploschistes scruposus)
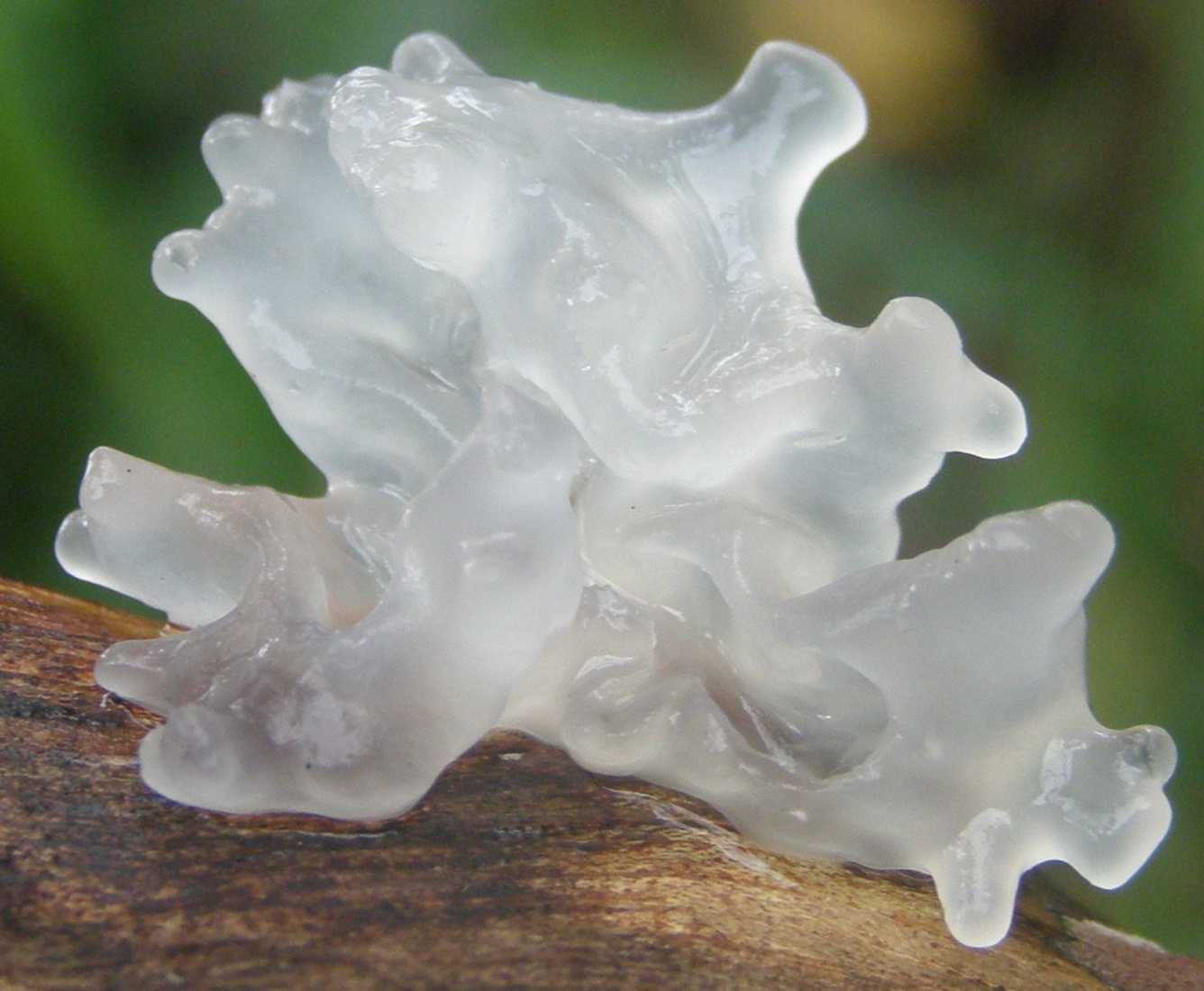
Silberohr (Tremella fuciformis)
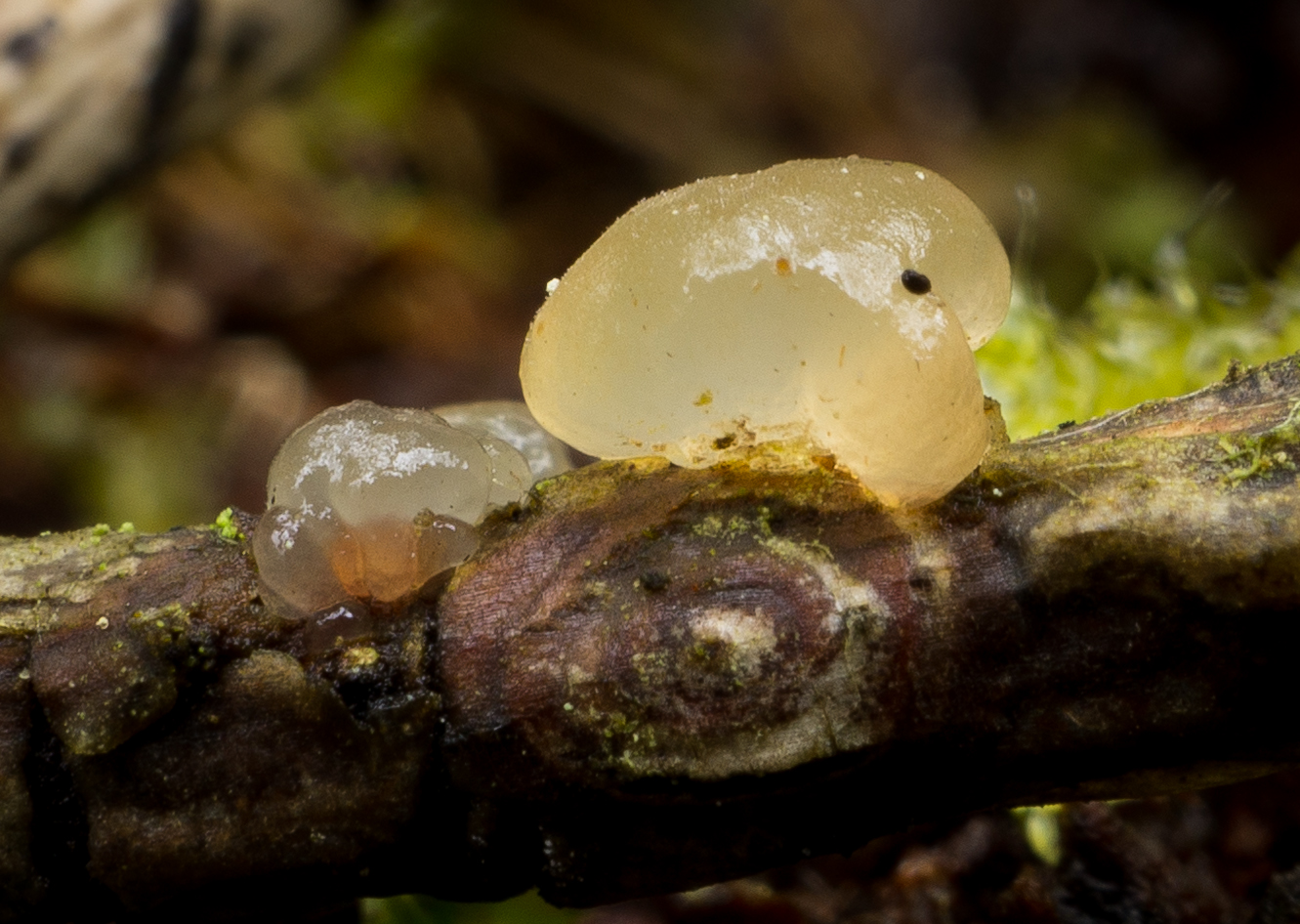
Buckeliger Zitterling (Tremella globispora)
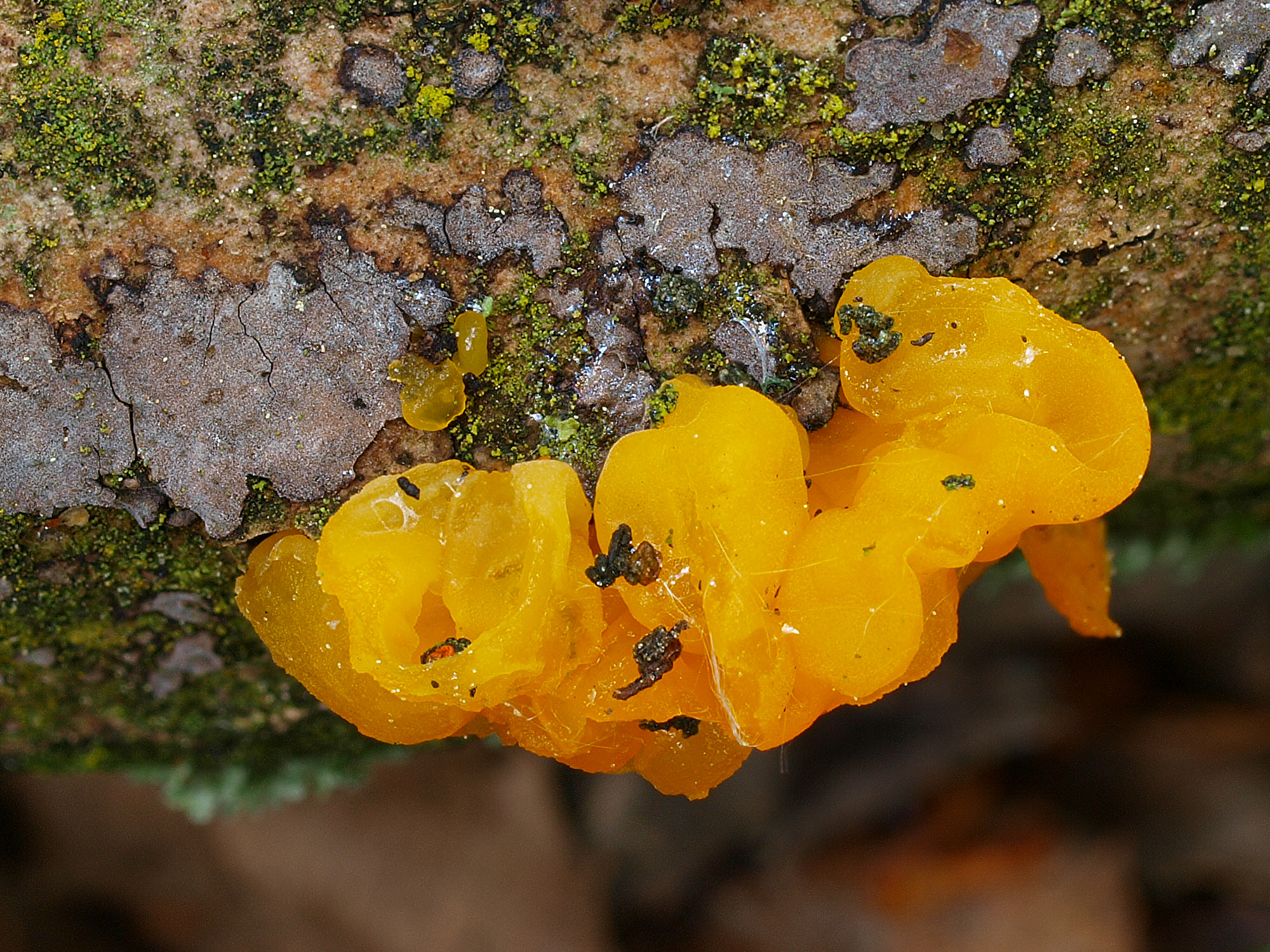
Goldgelber Zitterling (T. mesenterica) auf Eschen-Zystidenrindenpilz (Peniophora limitata)

## Systematik
Bei neueren Studien anhand phylogenetischer Untersuchungen stellte sich heraus, dass der Artenkomplex um den Blattartigen Zitterling nicht näher mit den Zitterlingen verwandt ist, zu denen er vorher gezählt wurde. Die Arten wurden abgespalten und in die neue Gattung Phaeotremella gestellt, die nicht zu den Zitterlingsverwandten, sondern zur Familie der Phaeotremellaceae gehört.
In einer dritten Familie werden heute einige weitere Arten wie der Weißkernige (Naematelia encephala) und der Gelbe Schichtpilz-Zitterling (N. aurantia) geführt. Sie stehen nun in der Gattung Naematelia innerhalb der Familie der Naemateliaceae.

## Bedeutung
Einige Arten der Gattung wie z. B. der Goldgelbe Zitterling (Tremella mesenteria) gelten als essbar. Das Silberohr (Tremella fuciformis), eine tropische Art, wird als Speisepilz kultiviert.